# Західна Вірджинія
За́хідна Вірджи́нія (англ. West Virginia, МФА: /ˌwɛst vərˈdʒɪnjə/) — штат на сході центральної частини США, в Аппалачах; 62,8 тис. км², населення 1793500 (1990); 1,8 млн мешканців; столиця Чарлстон; видобуток кам'яного вугілля, нафти, металургія, хімічна промисловість; садівництво; експлуатація лісів (80 % поверхні); туризм.

## Історія
Дослідники і торговці хутром з'явилися в 1670-х; переселенці з Німеччини в 1730-х; у 1742 на річці Коул знайдене вугілля; промисловий розвиток почався на початку 19 століття. Після приєднання більшості території Вірджинії до Конфедерації в 1861, частина західних вірджинців, що не підтримали Південь, створили новий штат у 1863.

## Географія
Рельєф гористий, річка Огайо.
Особливості: порт Гарперз-Феррі.

## Населення
Міста: Гантінгтон, Вілінг;
Мовний склад населення (2010)
| Мови        | Частка людей старше 5 років, % |
| ----------- | ------------------------------ |
| Англійська  | 97,67                          |
| Іспанська   | 1,07                           |
| Французька  | 0,17                           |
| Німецька    | 0,14                           |
| Арабська    | 0,10                           |
| Італійська  | 0,09                           |
| Китайська   | 0,09                           |
| Тагальська  | 0,06                           |
| Японська    | 0,05                           |
| В'єтнамська | 0,04                           |
| інші        | 0,52                           |

## Економіка
Виробництво: яблука, кукурудза, свійські птахи, молочні і м'ясні продукти, хімікати, синтетичні волокна, пластмаси, сталь, скло кераміка;
Добувається: вугілля, нафта, природний газ;

## Відомі люди
- Перл Бак
- Томас Джекстон;
- Банц Креддок